# Croacia en el Festival de la Canción de Eurovisión Junior
Croacia fue uno de los países fundadores que debutó en el I Festival de Eurovisión Junior en 2003.
Ganó la primera edición del festival con Dino Jelusić y su canción "Ti si moja prva ljubav" y 134 puntos. Su última participación fue en el festival del 2006, que se celebró en Bucarest y donde quedó décima. El 26 de septiembre se anunció el regreso de este país balcánico para el festival del 2014, tras siete años de ausencia (2007-2013). Su retorno no acabó bien, ya que acabaron últimos con 13 puntos. 
Su puntuación media hasta su retiro es de 71,80 puntos.

## Participación
| 2003                           | Copenhague  | Dino Jelusić   | «Ti si moja prva ljubav» | 1   | 134 |
| 2004                           | Lillehammer | Nika Turkovic  | «Hej Mali»               | 3   | 126 |
| 2005                           | Hasselt     | Lorena Jelusić | «Rock Baby»              | 12  | 36  |
| 2006                           | Bucarest    | Mateo Đido     | «Lea»                    | 10  | 50  |
| No participó entre 2007 y 2013 |             |                |                          |     |     |
| 2014                           | Marsa       | Josie          | «Game Over»              | 16  | 13  |
| No participó entre 2015 y 2024 |             |                |                          |     |     |
| 2025                           | Tiflis      | Marino Vrgoč   | «TBA»                    | TBD | TBD |

## Votaciones
Croacia ha dado más puntos a...
| N.º | País                | Pts |
| --- | ------------------- | --- |
| 1   | Bielorrusia         | 32  |
| 2   | España              | 28  |
| 3   | Grecia              | 22  |
| 3   | Macedonia del Norte | 22  |
| 4   | Bélgica             | 19  |
| 5   | Rusia               | 17  |
| 6   | Dinamarca           | 16  |
| 6   | Rumania             | 16  |
| 7   | Serbia              | 13  |
| 8   | Bulgaria            | 12  |
| 9   | Países Bajos        | 11  |
| 9   | Reino Unido         | 11  |
| 10  | Malta               | 10  |
| 10  | Ucrania             | 10  |
| 10  | Letonia             | 10  |
| 10  | Italia              | 10  |

Croacia ha recibido más puntos de...
| N.º | País                | Pts |
| --- | ------------------- | --- |
| 1   | Macedonia del Norte | 44  |
| 2   | Países Bajos        | 26  |
| 3   | Noruega             | 25  |
| 3   | Suecia              | 25  |
| 4   | Reino Unido         | 20  |
| 5   | Bielorrusia         | 19  |
| 5   | Rumania             | 19  |
| 6   | Dinamarca           | 18  |
| 7   | Polonia             | 17  |
| 8   | Letonia             | 16  |
| 9   | Grecia              | 14  |
| 9   | Chipre              | 14  |
| 9   | Bélgica             | 14  |
| 10  | Serbia              | 10  |

## Portavoces
| Año  | Portavoz       | 12 Puntos   |
| ---- | -------------- | ----------- |
| 2014 | Sarah          | Bulgaria    |
| 2006 | Lorena Jelusic | Rusia       |
| 2005 | Nika Turkovic  | Grecia      |
| 2004 | Buga           | España      |
| 2003 | Desconocido    | Bielorrusia |

- Datos: Q604110